# Großsteingräber bei Hamwarde
Die Großsteingräber bei Hamwarde waren zwei megalithische Grabanlagen der jungsteinzeitlichen Nordgruppe der Trichterbecherkultur bei Hamwarde im Kreis Herzogtum Lauenburg in Schleswig-Holstein. Sie tragen die Fundplatznummern Hamwarde LA 32 und 41. Für das Grab LA 32 ist auch der Name Dübels Backaben („Teufelsbackofen“) überliefert.

## Forschungsgeschichte
Die Überreste von Grab LA 32 wurden im Herbst 1937 von Ernst-Walter Bötel bei einer Flurbegehung entdeckt. Die genaue Zerstörungszeit der Anlage ist unbekannt. Karl Kersten nahm den Befund in seiner 1951 erschienenen Monografie zu den vor- und frühgeschichtlichen Denkmälern des Kreises Herzogtum Lauenburg als zerstörtes Steingrab auf. Kersten beschreibt hier unter der Nummer LA 41 noch ein zweites, von ihm selbst dokumentiertes Großsteingrab, das damals noch in Resten erhalten war. Später scheint auch dieses Grab vollständig abgetragen worden zu sein, denn im aktuellen Bodendenkmalverzeichnis des Landes Schleswig-Holstein ist es nicht mehr verzeichnet.

## Beschreibung

### Grab LA 32
Diese Anlage zeichnete sich 1937 noch als flache, überpflügte Kuppe im Gelände ab. Bötel fand hier große Mengen an verbranntem Feuerstein und zerschlagene Granitbrocken. Der überlieferte Flurname Dübels Backaben macht es sehr wahrscheinlich, dass es sich hier um die Reste eines Großsteingrabs handelt.

### Grab LA 41
Diese Anlage besaß ein langgestrecktes, nord-südlich orientiertes Hünenbett mit einer Länge von 71 m und einer Breite von etwa 6,5 m. Die flache Hügelschüttung hatte bei Kerstens Dokumentation noch eine erhaltene Höhe zwischen 0,5 m und 0,7 m und der Mittelteil befand sich in einem guten Zustand. An den Lang- und Schmalseiten fand Kersten Standlöcher von entfernten Umfassungssteinen. Von einer Grabkammer konnte er hingegen keine Reste ausmachen.